# Диакаби, Адама
Адама́ Диакаби́ (фр. Adama Diakhaby; 5 июля 1996 года, Аяччо, Франция) — французский футболист, нападающий турецкий клуба «Бандырмаспор».
Выступал за сборную Франции до 21 года.

## Клубная карьера
Воспитанник футбольного клуба «Кан». С 2013 года выступал за вторую команду, дебютировал за неё 24 августа 2013 года в поединке против «Кале». В 2014 году перешёл в «Ренн», где также первоначально стал играть во второй команде. 14 августа 2016 года дебютировал в Лиге 1 в поединке против Ниццы, выйдя на замену на 70-й минуте вместо Джованни Сио. Спустя две недели, 27 августа в поединке против Монпелье забил свой первый мяч.
20 июля 2018 года Диакаби перешёл в английский «Хаддерсфилд Таун», подписав трёхлетний контракт с опцией его продления на ещё один сезон.
13 января 2023 года перешёл в азербайджанский «Карабах», подписав с клубом контракт на 2,5 года.
3 июня 2024 года покинул "Карабах" по обоюдному соглашению.
В июле 2024 года клуб Первой лиги Турции «Бандырмаспор» подписал с ним двухлетний контракт.